# Rio Moinho
O rio Moinho (também denominado arroio Moinho ou lajeado do Moinho) é um rio brasileiro do estado do Rio Grande do Sul. Seu curso forma a divisa natural dos municípios de Entre-Ijuís e Vitória das Missões, até desaguar no rio Ijuizinho. Por vezes é incorretamente chamado rio Munho, devido a placa de sinalização da ponte localizada junto à BR-285.